# NGC 7261
NGC 7261 (również OCL 237) – gromada otwarta znajdująca się w gwiazdozbiorze Cefeusza. Odkrył ją John Herschel 5 października 1829 roku. Jest położona w odległości ok. 9,2 tys. lat świetlnych od Słońca.